# Dconf
dconf es un sistema de almacenamiento de configuración a bajo nivel para el entorno de escritorio GNOME. Su propósito principal es proporcionar un backend a GSettings en plataformas que no disponen de sistemas de almacenamiento de la configuración. Fue introducido en GNOME 3 (junto con GSettings) como un reemplazo de GConf.
dconf no está pensado para ser usado en Microsoft Windows o Mac OS X, ya que éstos disponen de sistemas nativos (como el Registro en Windows o los archivos plist en Mac OS X).
Los datos son almacenados en un formato binario (no era así en GConf, que utilizaba archivos XML).
El programa dconf-editor permite navegar por la base de datos, y consultar la documentación de los parámetros y modificarlos. gconftool-2 puede servir también a tal efecto.